# Versuchung auf 809
Versuchung auf 809 (Originaltitel: Don’t Bother to Knock) ist ein US-amerikanischer Thriller im Stile des Film noir aus dem Jahre 1952.

## Handlung
Eddie, ein Fahrstuhlführer, verschafft seiner Nichte Nell eine Tätigkeit als Babysitterin in dem Hotel, in dem er tätig ist. Sie soll ein paar Stunden auf Bunny, die Tochter von Hotelgästen aus Zimmer 809, aufpassen. Nell, die sich erst ein paar Tage in New York aufhält, zeigt wenig Interesse an dem Kind. Sie liest Bunny ein Märchen vor und schickt sie zu Bett.
Der Pilot Jed Towers ist im selben Hotel abgestiegen. Er will sich mit seiner Freundin, der Nachtclubsängerin Lyn, aussprechen, die ihn wegen seines Egoismus verlassen hat. Aber Lyn will nichts mehr von ihm wissen. Zurück in seinem Zimmer, erblickt er gegenüber in Nr. 809 Nell. Angetan mit Kleidern und Schmuck ihrer Auftraggeberin, tanzt sie in aufreizender Weise. Jed, einsam und frustriert, ruft sie an. Nell lädt ihn nach kurzem Zögern ein. Bald ist Jed befremdet.
Ihm fällt auf, dass Nell psychisch sehr labil ist. Er will gehen. Auch Bunny bemerkt den fremden Mann und ist verunsichert. Eddie will nach Dienstende sehen, wie seine Nichte – die nach längerem Aufenthalt als geheilt aus einer Anstalt entlassen wurde – zurechtkommt. Er weist sie wegen ihres Aufzuges zurecht. Schnell wird er misstrauisch: als er auf das Badezimmer zugeht, in das Nell Jed geschickt hat, schlägt sie ihn hinterrücks nieder. Bunny sieht es durch das Schlüsselloch und beginnt zu weinen. Während sich Jed um Eddie kümmert, fesselt und knebelt Nell Bunny. Ein älteres Ehepaar klopft an, durch das Weinen des Kindes alarmiert, und verlangt Aufklärung von Nell. Der Hoteldetektiv wird verständigt, Bunnys Mutter und Jed befreien das Mädchen.
Nell wurde traumatisiert, als ihr Verlobter auf einem Flug über dem Pazifik verunglückte. Sie phantasierte in Jed den auferstandenen Toten und wird zurück in die Klinik gebracht. Lyn erkennt durch Jeds einfühlsames Verhalten gegenüber der verwirrten jungen Frau, dass er im Grunde doch kein rücksichtsloser Egoist ist. Das Paar will einen Neuanfang wagen.

## Synchronisation
Die deutsche Kinosynchronfassung aus dem Jahre 1953 mit Marilyn Monroes regulärer deutscher Stimme Margot Leonard ist verschollen (das Negativ wurde bei einem Brand vernichtet), deswegen wurde der Film im Jahr 2000 neu vertont. Die Sprecher hier beziehen sich auf diese Fassung.
| Figur            | Darsteller      | Deutscher Sprecher     |
| ---------------- | --------------- | ---------------------- |
| Jed Towers       | Richard Widmark | Florian Krüger-Shantin |
| Nell Forbes      | Marilyn Monroe  | Marina Krogull         |
| Lyn Leslie       | Anne Bancroft   | Julia Biedermann       |
| Eddie Forbes     | Elisha Cook     | Stefan Gossler         |
| Ruth Jones       | Lurene Tuttle   | Almut Eggert           |
| Peter Jones      | Jim Backus      | Reinhard Kuhnert       |
| Joe, der Barmann | Willis Bouchey  | Peter Neusser          |
| Mrs. Emma Ballew | Verna Felton    | Maria Körber           |
| Mr. Ballew       | Don Beddoe      | Hermann Ebeling        |

## Hintergrund
- Die Handlung des Filmes beschränkt sich ausschließlich auf das Hotel und seine Gäste und findet in Echtzeit statt.
- Anne Bancroft bekam ihre erste Filmrolle in Versuchung auf 809. Bei den Dreharbeiten verlangte die Produktionsfirma 20th Century Fox die Änderung ihres Namens, weil Bancrofts ursprünglicher Nachname Italiano ihr oder dem Film abträglich sein könnte.

## Kritiken
Bosley Crowther besprach den Film am 19. Juli 1952 in der New York Times. Er zeigte sich davon überzeugt, dass Marilyn Monroe noch einige Übung brauche, um ernsthafte Rollen zu spielen und zu einem glaubhaften schauspielerischen Ausdruck zu kommen.

„… Darstellerisch und inszenatorisch solides Psychodrama, das aber allzu stark vereinfacht, um zu überzeugen.“